# Dino Medjedovic
Dino Medjedovic (Sarajevo, 28 maart 1989) is een Oostenrijks voetballer die als doorgaans aanvallende middenvelder speelt.

## Loopbaan
Medjedovic speelde in Nederland tussen 2007 en 2009 voor AGOVV Apeldoorn in de Eerste divisie. Zijn neef Admir Medjedovic vertrok in november 2007 na drie maanden bij AGOVV zonder te spelen. Vervolgens speelde Medjedovic de tweede helft van 2009 voor de Tsjechische tweedeklasser MFK Karviná. In het seizoen 2010/11 speelde hij in de Oostenrijkse Regionalliga voor FC Blau-Weiß Linz. In de Duitse Regionalliga speelde Medjedovic achtereenvolgens voor SC Idar-Oberstein, TSG Neustrelitz en VfL Wolfsburg II. Namens Wolfsburg werd hij in het seizoen 2015/16 met 17 doelpunten topscorer van de Regionalliga Nord. Medjedovic speelde een half jaar in de 3. Liga voor SC Paderborn 07. Na korte periodes in Macedonië en op Cyprus, sloot hij begin 2018 aan bij FSV Wacker 90 Nordhausen. In januari 2020 ging hij naar ATSV Stadl-Paura dat uitkomt in de Regionalliga Mitte.